# Turteltauben

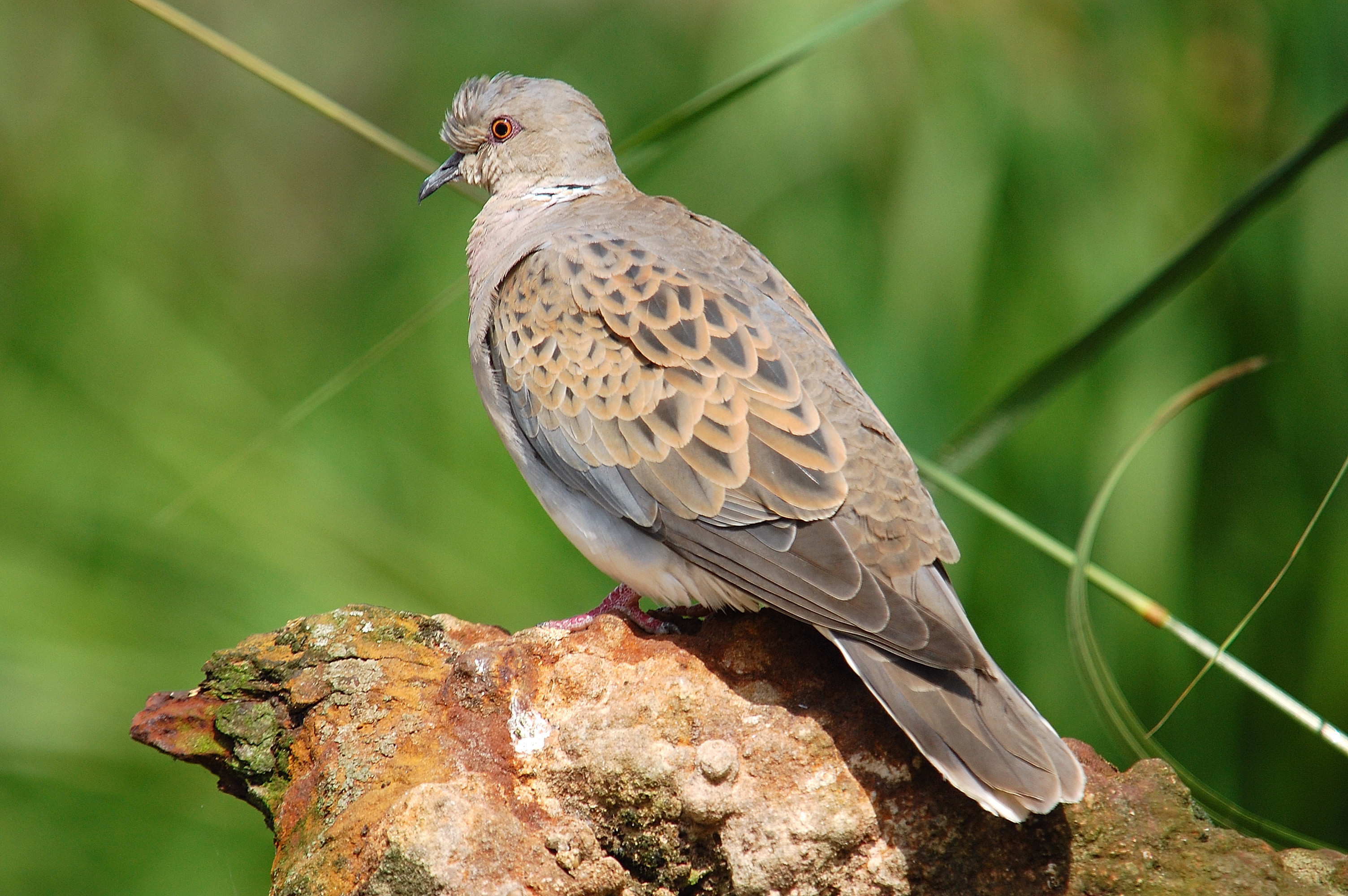
Turteltaube, Großbritannien

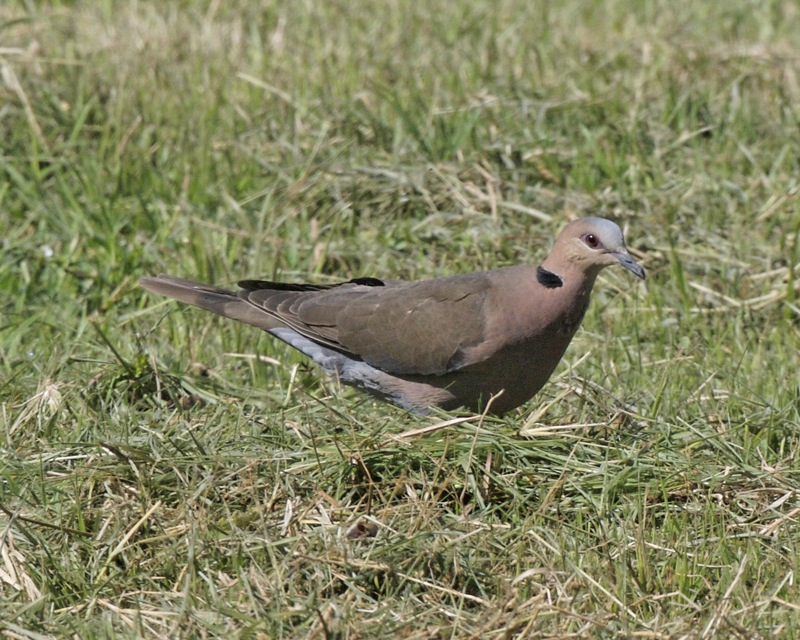
Brillentaube

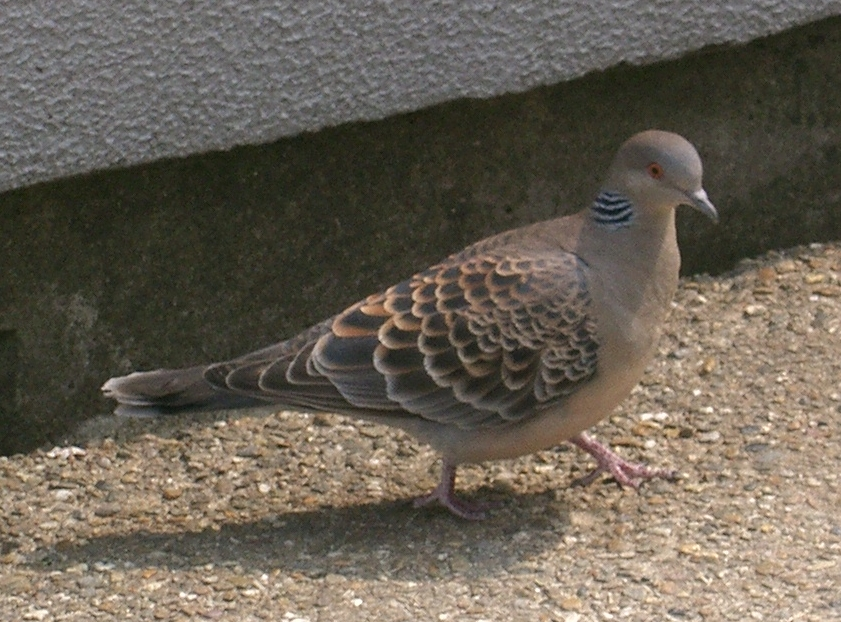
Orientturteltaube

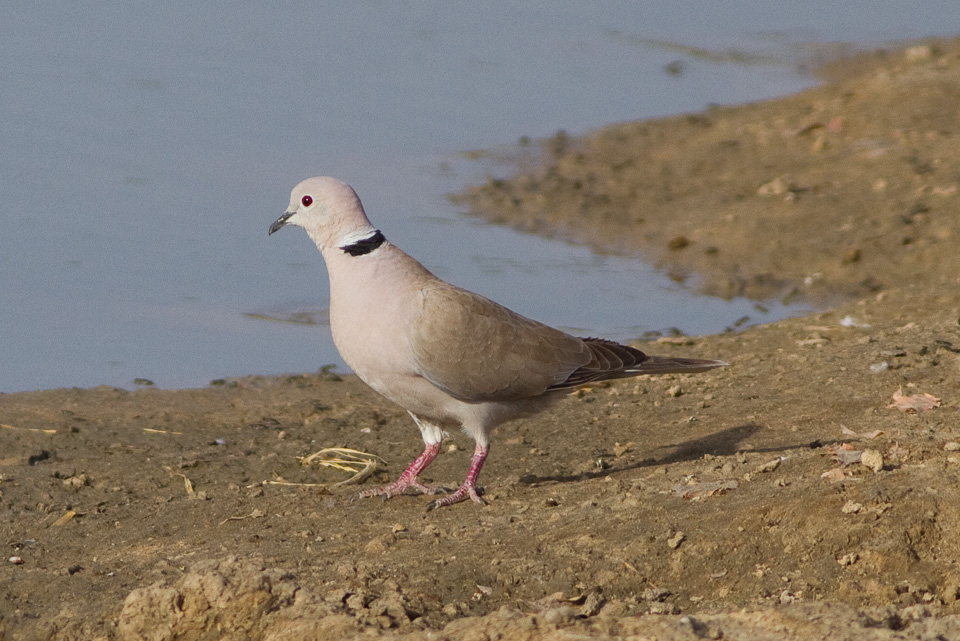
Nordafrikanische Lachtaube, Kamerun

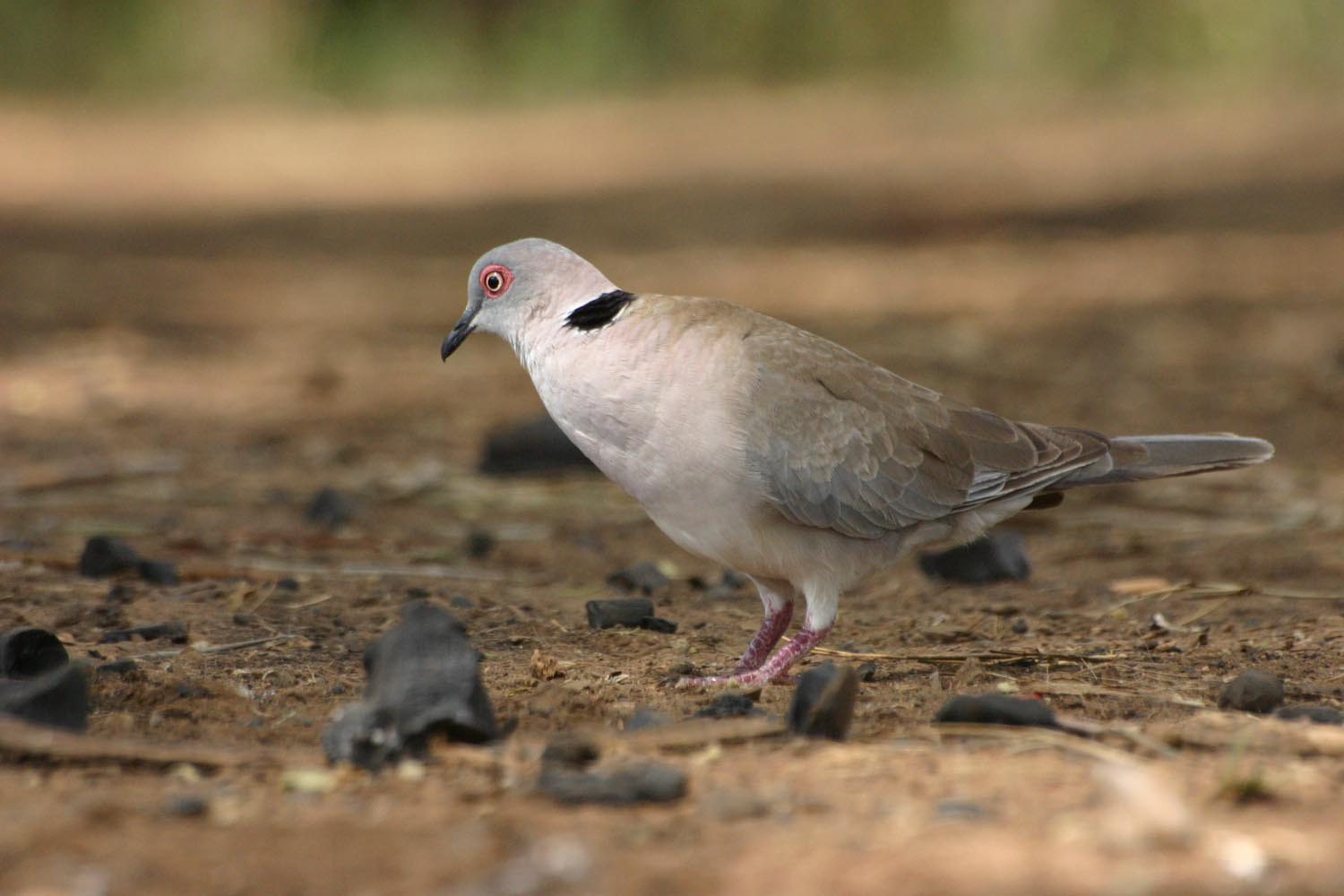
Kapturteltaube

Die Turteltauben (Streptopelia) sind eine Gattung der Taubenvögel mit etwas über ein Dutzend Arten.

## Merkmale
Die Turteltauben sind meist kleiner und schlanker als die Feldtauben (Columba). Darüber hinaus haben sie einen längeren, keilförmigeren Schwanz. Das Gefieder ist bei den meisten Arten bräunlich. Viele Arten haben jedoch schwarze und weiße Flecken. Charakteristisch für die Arten sind weiße oder schwarze Nackenringe, Halsseitenflecken, schwarze Ohrflecken oder schwarze Flecken auf den Flügeln. Der Schnabel ist gestreckt.

## Verbreitung
Zentrum ihres Verbreitungsgebiets ist Afrika, aber verschiedene Arten kommen auch im vor allem tropischen Asien vor, aber auch in Südeuropa. Die Türken- und die Turteltaube sind zwei Vertreter der Turteltauben, die auch in weiten Teilen Europas vorkommen. Insbesondere die Türkentaube hat in den letzten Jahrzehnten ihr Verbreitungsgebiet deutlich ausgeweitet und zählt heute auch zur Avifauna Großbritanniens, wo sie bis in die 1960er Jahre nicht vertreten war. Die Turteltauben der gemäßigten Klimazonen sind in den meisten Fällen Zugvögel.

## Bestandsentwicklung
Im Gegensatz zur Türkentaube, die ihr Verbreitungsgebiet ausgeweitet hat, ist die Bestandsentwicklung der Turteltaube rückläufig. Nach einer im Jahr 2007 veröffentlichten Studie der EU gehört die Turteltaube zu den Arten, deren Bestand in den letzten 25 Jahren um 62 Prozent zurückgegangen ist. Der Bestandsrückgang wird auf veränderte landwirtschaftliche Anbaumethoden und den Rückgang der Erdraucharten zurückgeführt, die in der Ernährung der Turteltauben eine große Rolle spielen. Den Bestandsrückgang bedingt aber auch das Abschießen der Tauben insbesondere im Mittelmeerraum während ihrer Zugzeiten.

## Arten
Die Turteltauben zählen innerhalb der Ordnung der Taubenvögel zur Unterfamilie Columbinae. Der Gattung werden 13 Arten zugerechnet:
- Kichertaube (S. bitorquata)
- Kapturteltaube (S. capicola)
- Türkentaube (S. decaocto)
- Brillentaube (S. decipiens)
- Adamaua-Turteltaube (S. hypopyrrha)
- Trauerturteltaube (S. lugens)
- Orientturteltaube (S. orientalis)
- Reichenowtaube (S. reichenowi)
- Nordafrikanische Lachtaube (S. roseogrisea)
- Halbmondtaube (S. semitorquata)
- Weinrote Halsringtaube (S. tranquebarica)
- Turteltaube (S. turtur)
- Röteltaube (S. vinacea)

In eine eigene Gattung Nesoenas wurden ausgegliedert:
- Madagaskar-Turteltaube (Nesoenas picturata, ehemals Streptopelia picturata)
- Rosentaube (Nesoenas mayeri, ehemals Streptopelia mayeri)
- Nesoenas rodericana (ehemals Streptopelia rodericana beziehungsweise Alectroenas rodericana, Rodrigues-Fruchttaube) – neuzeitlich ausgestorben (ca. 1750er Jahre)
- Réunion-Rosentaube (Nesoenas duboisi, ehemals Streptopelia duboisi) – neuzeitlich ausgestorben (ca. 1700)

In eine eigene Gattung Spilopelia wurden ausgegliedert:
- Palmtaube (Spilopelia senegalensis, ehemals Streptopelia senegalensis)
- Perlhalstaube (Spilopelia chinensis, ehemals Streptopelia chinensis)

Bei phylogenetischen Untersuchungen der Gattung der Feldtauben (Columba) und der Gattung der Turteltauben (Streptopelia) im Jahr 2001 stellte sich heraus, dass zwei Artengruppen weder der einen noch der anderen Gruppe voll zugerechnet werden konnten. Vielfach waren zuvor eigene Gattungen für diese Taubenarten errichtet worden. Man entschied sich jedoch, sie in der Gattung der Turteltauben zu belassen oder – wie im Fall der Rosentaube – dort einzuordnen, da sie mit dieser Gruppe am nächsten verwandt zu sein schienen.
Die in Mauritius vorkommende Rosentaube (ehemals Streptopelia mayeri) und die Madagaskar-Turteltaube (ehemals Streptopelia picturata) wurden jedoch 2005 von Anthony S. Cheke in die von T. Salvadori 1893 für die Rosentaube errichtete Gattung Nesoenas gestellt. In derselben Arbeit schlug Cheke vor, die Perlhalstaube (ehemals Streptopelia chinensis) und die Palmtaube (ehemals Streptopelia senegalensis) ebenfalls in eine eigene Gattung zusammenzustellen. Er nominierte dafür die von Sundevall 1872 für die Palmtaube errichtete Gattung Stigmatopelia, weil sie innerhalb der Arbeit Sundevalls die Priorität über die für die Perlhalstaube errichtete Gattung Spilopelia habe, da sie in dem Werk von Sundevall zuerst erwähnt worden war. Die gleichzeitige Veröffentlichung verschiedener Gattungsnamen an verschiedenen Stellen eines Werks bedingt aber nach Artikel 24.2 des ICZN noch keine Reihenfolge der Prioritäten. Eine Priorität wird beim späteren Auftreten von Synonymie erst durch einen neuen Autor (First Reviser) festgelegt. First Reviser war in diesem Fall Richard Schodde, der schon im Jahre 1997 eine Untergattung für die Palmtaube und die Perlhalstaube errichtet und für diese den Namen Spilopelia ausgewählt hatte. Der Gattungsnamen Spilopelia für beide Arten hat sich inzwischen weitgehend durchgesetzt, einige Systematiker folgen jedoch der Teilung Sundevalls in zwei verschiedene Gattungen.